# Thiruvananthapuram
Thiruvananthapuram ([t̪iruʋən̪ɨn̪t̪əpurəm]ⓘ en malayalam: തിരുവനന്തപുരം Tiruvanantapuraṁ, también conocido como Trivandrum) es la capital del estado indio de Kerala. Está situada en la costa oeste de India, cerca del extremo sur del continente. Es la más grande y poblada ciudad de Kerala.

## Geografía
Thiruvananthapuram está construida sobre colinas en la orilla del mar Arábigo en la costa oeste, cerca de la punta sur de India. La ciudad y los suburbios cubren un área de unos 250 km², insertada entre los Ghats occidentales. A una altitud media de 5 m s. n. m.
La zona puede dividirse geográficamente en dos regiones, el centro y las tierras bajas. La región comprende Midland, de colinas bajas, y los valles adyacentes a los Ghats. Las tierras bajas son un estrecho tramo que comprende las costas, ríos y deltas, salpicados de palmeras de coco. Existen lagos de agua dulce, playas y estaciones en la colina.

### Clima
La ciudad tiene un clima tropical y, por tanto, no persisten estaciones. La temperatura media máxima es de 34 °C y la mínima media de 21 °C. La humedad es alta y se eleva a cerca del 90 % durante la temporada de monzones. Thiruvananthapuram es la mayor ciudad a lo largo de la ruta del suroeste de monzones y obtiene su primeras lluvias a principios de junio. La ciudad recibe fuertes precipitaciones, con alrededor de 1700 mm por año. La ciudad también recibe la lluvia de retorno noreste de los monzónes que azotan la ciudad durante el mes de octubre. La estación seca en conjuntos de diciembre. Diciembre, enero y febrero son los meses más fríos, mientras que marzo, abril y mayo son los más calientes. En el invierno la temperatura desciende a unos 18 °C y en verano las temperaturas pueden ir a veces tan alto como 35 °C.

## Administración
Es la capital del distrito homónimo y, dentro del mismo, es sede de un taluk. La ciudad en sí posee el estatus de corporación municipal desde 1940, mientras que pertenecen al taluk los siguientes gram panchayat: Andoorkonam, Attipra, Cheruvakkal, Iroopara, Kadakampally, Kadinamkulam, Kalliyoor, Kazhakoottam, Keezhthonnakkal, Kowdiar, Kudappanakunnu, Manacaud, Melthonnkkal, Kazhakkoottam-Menamkulam, Muttathara, Nemom, Pallippuram, Pangappara, Pattom, Peroorkada, Pettah, Sasthamangalam, Thirumala, Thiruvallam, Thycaud, Uliyazhthura, Ulloor, Vanchiyoor, Vattiyoorkavu, Veiloor y Venganoor.

## Educación
Thiruvananthapuram es un importante centro académico. La Universidad de Kerala se encuentra aquí. La ciudad también cuenta con varios colegios profesionales como los de ingeniería con quince colegios, tres escuelas de medicina, tres de Ayurveda, dos de homeopatía, otros seis doctorados y algunas de derecho.

## Transporte
Thiruvananthapuram tiene un aeropuerto internacional. Hay vuelos directos con Oriente Medio, Sri Lanka, Las Maldivas y Singapur.

## Economía
La economía de la ciudad de Thiruvananthapuram estuvo basada en el sector terciario, con casi un 60 % de empleos en el sector público. En la actualidad la economía está creciendo gracias a las aportaciones de profesionales a los campos de la TI, medicina y biotecnología. La ciudad aporta el 80 % de las exportaciones de software del estado. La apertura de muchos canales privados de televisión en el estado, hizo de Thiruvananthapuram la sede de varios estudios y otras industrias anexas. El primer estudio de animación de la India está aquí localizado.

### Turismo
También ha contribuido este sector en gran medida a la economía de Thiruvananthapuram. Los turistas extranjeros suelen utilizar Thiruvananthapuram como lugar desde el que desplazarse para sus excursiones y visitas, situación auspiciada por el estado de Kerala. También es un importante destino de los vuelos fletados para turismo médico, ya que hay más de cincuenta reconocidos Ayurvedas en los centros de la ciudad y sus alrededores, debido principalmente a la gran popularidad Ayurveda en Occidente. El turismo médico está consiguiendo la recuperación de las instalaciones de balnearios y estaciones de montaña próximas.